# 朱荣昭
朱荣昭（1919年—1985年），男，祖籍安徽泾县，生于江苏扬州，中国物理化学家，曾任中国科学院长春应用化学研究所研究员，第六届全国政协委员。